# Jamal al-Husseini
Pour les articles homonymes, voir Famille al-Husseini.
Jamal al-Husseini (Jérusalem, 1893-1982 ; en arabe جمال الحُسيني) est un des membres influent de la famille Husseini. Il est le cousin du grand mufti de Jérusalem Mohammed Amin al-Husseini.

## Biographie
En 1912, il rejoint la faculté de médecine de l'université américaine de Beyrouth mais celle-ci ferme ses portes en 1914 à la suite du déclenchement de la Première Guerre mondiale. Grâce à sa bonne maîtrise de l'anglais, il obtient un poste de fonctionnaire dans l'administration de la Palestine mandataire, qu'il quitte rapidement pour fonder une agence de traduction à Jérusalem
Jamal Husseini sert au secrétariat du Congrès arabe palestinien (1921-1934) ainsi qu'au Conseil suprême musulman (en). Il fonde et préside le Parti arabe palestinien, et représente le Haut Comité arabe dirigé par Amin al-Husseini. Pendant la grande révolte arabe, il s'échappe en Syrie en 1937, puis à Bagdad en 1939. Arrêté par les Britanniques en 1941 en Iran, il est exilé en Rhodésie du Sud. Libéré à la fin de la Seconde Guerre mondiale, il retourne en Palestine en 1946. Il dirige la délégation du Haut Comité arabe pour la Palestine (ar) à la Conférence de Londres (en) et devient le représentant palestinien auprès de la Commission d'enquête anglo-américaine. De 1947 à 1948, il agit comme délégué officieux auprès des Nations Unies. En septembre-octobre 1948, il occupe le poste de ministre des Affaires étrangères dans le gouvernement de toute la Palestine, soutenu par l'Égypte.